# Kingston Hill
Kingston Hill (Kingston Vale) est une ville du Royaume-Uni, au sud-ouest de Londres.